# Ichiro Shimamura
Ichiro Shimamura, född 11 mars 1949, är en japansk bågskytt. Han deltog vid olympiska sommarspelen 1984.